# Yo-Yo (Nicola Roberts)
Yo-Yo è il terzo singolo estratto dall'album di debutto Cinderella's Eyes della cantante inglese Nicola Roberts.

## Tracce
- CD single[1]

1. "Yo-Yo" (Engine Room session) – 3:20
2. "Lucky Day" (Engine Room sessions) – 3:19
3. "I" (Engine Room sessions) – 3:42
4. "Sticks + Stones" (Engine Room sessions) – 4:15
5. "Sticks + Stones" (Demo) - 2:15

- EP[2]

1. "Yo-Yo" (Clean Radio mix) – 3:24
2. "Yo-Yo" (High Level radio edit) – 3:42
3. "Yo-Yo" (High Level club mix) - 6:37
4. "Yo-Yo" (JRMX radio edit) - 3:54
5. "Yo-Yo" (JRMX club mix) - 5:59

- Engine Rooms sessions EP[3]

1. "Yo-Yo" (Engine Room sessions) – 3:31
2. "Lucky Day" (Engine Room sessions) – 3:19
3. "I" (Engine Room sessions) – 3:42
4. "Sticks + Stones" (Engine Room sessions) – 4:14

## Classifiche
| Classifica (2012) | Posizione massima |
| ----------------- | ----------------- |
| Regno Unito       | 111               |